# Is-en-Bassigny
Is-en-Bassigny és un municipi francès situat al departament de l'Alt Marne i a la regió del Gran Est. L'any 2007 tenia 566 habitants.

## Demografia

### Població
El 2007 la població de fet d'Is-en-Bassigny era de 566 persones. Hi havia 238 famílies de les quals 64 eren unipersonals (32 homes vivint sols i 32 dones vivint soles), 87 parelles sense fills, 83 parelles amb fills i 4 famílies monoparentals amb fills.
La població ha evolucionat segons el següent gràfic:
Habitants censats

### Habitatges
El 2007 hi havia 268 habitatges, 238 eren l'habitatge principal de la família, 8 eren segones residències i 22 estaven desocupats. 235 eren cases i 31 eren apartaments. Dels 238 habitatges principals, 184 estaven ocupats pels seus propietaris, 49 estaven llogats i ocupats pels llogaters i 4 estaven cedits a títol gratuït; 2 tenien una cambra, 12 en tenien dues, 28 en tenien tres, 70 en tenien quatre i 126 en tenien cinc o més. 171 habitatges disposaven pel capbaix d'una plaça de pàrquing. A 111 habitatges hi havia un automòbil i a 96 n'hi havia dos o més.

### Piràmide de població
La piràmide de població per edats i sexe el 2009 era:
| Homes | Edats   | Dones |
| ----- | ------- | ----- |
| 0     | 95 o +  | 4     |
| 0     | 90 a 94 | 0     |
| 0     | 85 a 89 | 0     |
| 0     | 80 a 84 | 4     |
| 16    | 75 a 79 | 12    |
| 8     | 70 a 74 | 20    |
| 20    | 65 a 69 | 20    |
| 20    | 60 a 64 | 16    |
| 12    | 55 a 59 | 8     |
| 16    | 50 a 54 | 8     |
| 28    | 45 a 49 | 32    |
| 20    | 40 a 44 | 12    |
| 28    | 35 a 39 | 16    |
| 32    | 30 a 34 | 12    |
| 12    | 25 a 29 | 32    |
| 20    | 20 a 24 | 20    |
| 20    | 15 a 19 | 16    |
| 16    | 10 a 14 | 8     |
| 20    | 5 a 9   | 8     |
| 8     | 0 a 4   | 36    |

## Economia
El 2007 la població en edat de treballar era de 352 persones, 256 eren actives i 96 eren inactives. De les 256 persones actives 243 estaven ocupades (138 homes i 105 dones) i 13 estaven aturades (4 homes i 9 dones). De les 96 persones inactives 40 estaven jubilades, 22 estaven estudiant i 34 estaven classificades com a «altres inactius».

### Ingressos
El 2009 a Is-en-Bassigny hi havia 240 unitats fiscals que integraven 576 persones, la mediana anual d'ingressos fiscals per persona era de 17.032 €.

### Activitats econòmiques
Dels 29 establiments que hi havia el 2007, 1 era d'una empresa extractiva, 1 d'una empresa alimentària, 7 d'empreses de fabricació d'altres productes industrials, 9 d'empreses de construcció, 7 d'empreses de comerç i reparació d'automòbils, 1 d'una empresa de transport, 1 d'una empresa d'hostatgeria i restauració, 1 d'una empresa de serveis i 1 d'una empresa classificada com a «altres activitats de serveis».
Dels 10 establiments de servei als particulars que hi havia el 2009, 4 eren paletes, 1 guixaire pintor, 1 fusteria, 2 lampisteries, 1 electricista i 1 restaurant.
Dels 2 establiments comercials que hi havia el 2009, 1 era una botiga de menys de 120 m² i 1 una botiga de roba.
L'any 2000 a Is-en-Bassigny hi havia 14 explotacions agrícoles que ocupaven un total de 452 hectàrees.

## Equipaments sanitaris i escolars
El 2009 hi havia una escola elemental.

## Poblacions més properes
El següent diagrama mostra les poblacions més properes.